# Jan Keller (cyclisme)
Pour les articles homonymes, voir Jan Keller et Keller.
Jan Keller, né le 18 mai 1991 à Zurich, est un coureur cycliste suisse, évoluant à la fois sur route et sur piste.

## Palmarès sur piste

### Championnats d'Europe
- Saint-Pétersbourg 2010
  -  Médaillé d'argent de la course aux points espoirs
- Anadia 2011
  -  Médaillé de bronze de la poursuite par équipes espoirs
- Anadia 2012
  -  Champion d'Europe de l'américaine espoirs (avec Silvan Dillier)
  -  Médaillé de bronze de la poursuite par équipes espoirs

### Championnats de Suisse
- 2009
  - 2e de l'omnium juniors
- 2010
  - 2e de la vitesse individuelle
  - 2e de l'omnium
  - 2e de la vitesse par équipes
- 2011
  - 2e de la course aux points
  - 2e de la vitesse par équipes
- 2013
  -  Champion de Suisse du keirin
  -  Champion de Suisse de vitesse individuelle
  -  Champion de Suisse de vitesse par équipes (avec Reto Müller et Patrick Müller)
  -  Champion de Suisse de l'omnium
- 2014
  - 3e du keirin
  - 3e de la vitesse individuelle
- 2015
  - 3e du keirin
  - 3e du scratch

### UIV Cup U23
- 2011
  - UIV Cup U23 à Zurich (avec Stefan Küng)

### Autres compétitions
- 2010
  - 3e des Trois Jours d'Aigle (avec Alexander Aeschbach)
- 2013
  - 1er de l'américaine au Grand Prix Velodromes Romands (avec Claudio Imhof)

## Palmarès sur route
- 2009
  - 4e étape des Trois jours d'Axel
- 2011
  - Grand Prix Oberes Fricktal
- 2012
  - 3e du championnat de Suisse sur route espoirs
- 2013
  - Rund um den Weiherring
- 2014
  - Grand Prix Oberes Fricktal